# اچ‌ام‌اس قهرمان (۱۷۵۹)
اچ‌ام‌اس قهرمان (۱۷۵۹) (به انگلیسی: HMS Hero (1759)) یک کشتی بود که طول آن ۱۶۶ فوت ۶ اینچ (۵۰٫۷۵ متر) بود. این کشتی در سال ۱۷۵۹ ساخته شد.